# Agentura Evropské unie pro vzdělávání a výcvik v oblasti prosazování práva
Agentura Evropské unie pro vzdělávání a výcvik v oblasti prosazování práva, zkráceně CEPOL, je agentura Evropské unie, jejímž cílem je rozvíjet, realizovat a koordinovat vzdělávání a výcvik pracovníků donucovacích orgánů. Agentura vznikla 1. července 2016 nahrazením Evropské policejní akademie. Agentura sídlí v Budapešti v Maďarsku.

## Organizační struktura
Agenturu CEPOL řídí a zastupuje výkonný ředitel. Výkonný ředitel se zodpovídá správní radě, která ho vybírá a jmenuje dvoutřetinovou většinou hlasů na funkční období 4 roky s možností toto období jednou prodloužit na nejvýše 4 roky. Výkonný ředitel se účastní jednání správní rady, neúčastní se však hlasování.
Správní rada je nejvyšší kolektivní orgán agentury zasedající nejméně dvakrát ročně. Správní rada má 27 členů s právem hlasovat, 26 zástupců členských států EU a jednoho zástupce Evropské komise. Dánsko není považováno za členský stát CEPOL z důvodu výjimky, díky níž se neúčastní spolupráce v oblasti justice a vnitřní bezpečnosti. V čele správní rady je předseda a místopředseda, kteří jsou voleni na 18 měsíců, zastupující trojici států, které společně připravují osmnáctiměsíční program Rady EU, tzv. trojku.
Na národní úrovni jsou zřízeny národní jednotky CNU (CEPOL National Unit), které jsou styčnými místy s agenturou a zajišťují ve svých státech organizaci vzdělávacích aktivit a další související činnosti. V České republice plní roli CNU střídavě Ministerstvo vnitra (odbor bezpečnostního výzkumu a policejního vzdělávání) v sudé roky a Policie ČR (Útvar policejního vzdělávání a služební přípravy) v liché roky.
Výkon každodenních činností zajišťuje řídící tým, který se sestává z výkonného ředitele a vedoucích čtyř organizačních jednotek CEPOL: Vedoucí jednotky strategického plánování, Vedoucí jednotky korporátních služeb, Vedoucí centra vzdělávání a výcviku EU a Vedoucí jednotky mezinárodní spolupráce.

## Činnosti
Cíle a úkoly agentury stanovuje Nařízení (EU) 2015/2219. V článku 3 vymezuje, že „agentura CEPOL podporuje, rozvíjí, realizuje a koordinuje vzdělávání a výcvik pracovníků donucovacích orgánů, přičemž klade zvláštní důraz na ochranu lidských práv a základních svobod v souvislosti s prosazováním práva, a to zejména v oblasti boje proti závažné trestné činnosti dotýkající se dvou nebo více členských států a terorismu a předcházení těmto jevům, zachovávání veřejného pořádku, obzvláště mezinárodní policejní činnosti při významných událostech a plánování a velení misím Unie, což může rovněž zahrnovat vzdělávání a výcvik v oblasti prosazování práva s ohledem na rozvoj vůdčích schopností a jazykových znalostí.“
Tematické oblasti, v nichž CEPOL nabízí a zajišťuje vzdělávání a výcvik, jsou následující:
- Boj proti terorismu
- Kybernetická kriminalita a kriminalita související s kyberprostorem
- Mise Evropské unie (SBOP)
- Základní práva a ochrana údajů
- Vyšší vzdělávání a výzkum
- Spolupráce orgánů prosazujících právo, výměna informací a interoperabilita
- Technologie prosazování práva, forenzní vědy a specifické oblasti
- Vůdcovství, výcvik a další dovednosti
- Veřejný pořádek a prevence
- Závažný a organizovaný zločin
- Výměnný program CEPOL

CEPOL dále provozuje dvě znalostní centra CKC (CEPOL Knowledge Centres) sdružující experty a organizace EU v dané oblasti.
- CKC Counter-terrorism (Boj proti terorismu)
- CKC Interoperability (Interoperabilita)

Jednou ročně pořádá CEPOL výzkumnou a vědeckou konferenci.

## Historie
Historie debat o vzdělávání policistů na evropské úrovni sahá do 80. let 20. století. V roce 1985 navrhl C. Fijnaut s ohledem na zvyšující se důležitost vnitřní bezpečnosti v Evropském společenství zřízení Evropského institutu pro policejní výzkum, který by se primárně věnoval mezinárodním srovnávacím studiím evropských policejních systémů. V roce 1989 vyjádřili ředitelé evropských důstojnických kurzů přání, aby byly podniknuty kroky k podpoře spolupráce mezi jejich výcvikovými kurzy. V návaznosti na toto setkání byly publikovány dva rozdílné návrhy možné spolupráce, nizozemský a německý.
Před zřízením orgánu na úrovni Evropské unie vzniklo několik samostatných organizací a asociací. V roce 1992 vznikla Středoevropská policejní akademie MEPA (z německého Mitteleuropäische Polizeiakademie), která v současnosti sdružuje 8 států ze střední Evropy. V roce 1996 byla založena Asociace evropských policejních škol (AEPC), v níž je aktuálně sdruženo 59 policejních škol z 44 států.

### Evropská policejní akademie
Plán zřídit Evropskou policejní akademii (EPA) byl odsouhlasen Evropskou radou na jejím zasedání v Tampere v říjnu 1999. Formální podobu dostala o více než rok později, v prosinci 2000, když bylo na základě iniciativy Portugalska přijato Rozhodnutí Rady 2000/820/SVV. Její činnost byla zahájena v roce 2001. Oficiálně se EPA měla sestávat ze sítě vnitrostátních policejních vzdělávacích zařízení, byla však ponechána možnost v budoucnu zřídit stálou instituci. Možnost spolupracovat v rámci EPA byla otevřena pro členské státy EU, Norsko, Island a kandidátské země EU, mezi něž v této době patřila mj. Česká republika. 
V roce 2005 bylo přijato Rozhodnutí Rady 2005/681/SVV, které od 1. ledna 2006 upravilo právní postavení EPA. EPA tímto rozhodnutím získala právní subjektivitu a byla začleněna do struktur Evropské unie, především začala být financována z rozpočtu EU. Jako sídlo EPA bylo zvoleno anglické město Bramshill ve Spojeném království.
V roce 2012 britská vláda rozhodla o prodeji komplexu Bramshill House, kde EPA sídlila, z důvodu jeho ekonomické nákladnosti a neudržitelnosti a v návaznosti na to informovala Evropskou unii, že Spojené království již nechce na svém území hostit EPA. Muselo tak být vybráno nové sídlo. Zájem projevilo 7 států: Itálie (Řím), Řecko (Veria), Španělsko (Ávila), Irsko (Templemore), Maďarsko (Budapešť), Finsko (Tampere) a Nizozemsko (Haag). Evropská komise preferovala spojit EPA s Europolem, většina členských států však preferovala zachovat samostatnou agenturu. Na svém zasedání v říjnu 2013 vybrala Rada EU jako nové sídlo Budapešť, hlavní město Maďarska. Maďarská vláda nabídla EPA budovu v centru města na nejméně 10 let.

### Zřízení agentury
V návaznosti na toto rozhodnutí bylo v roce 2016 přijato Nařízení Evropského parlamentu a Rady (EU) 2015/2219, které dosavadní Evropskou policejní akademii transformovalo na současnou Agenturu CEPOL. V roce 2024 bylo po obnovení dohody s Maďarskou vládou rozhodnuto o přesunu sídla do nové budovy, do níž se agentura přestěhovala 1. dubna 2025.